# Rammellzee

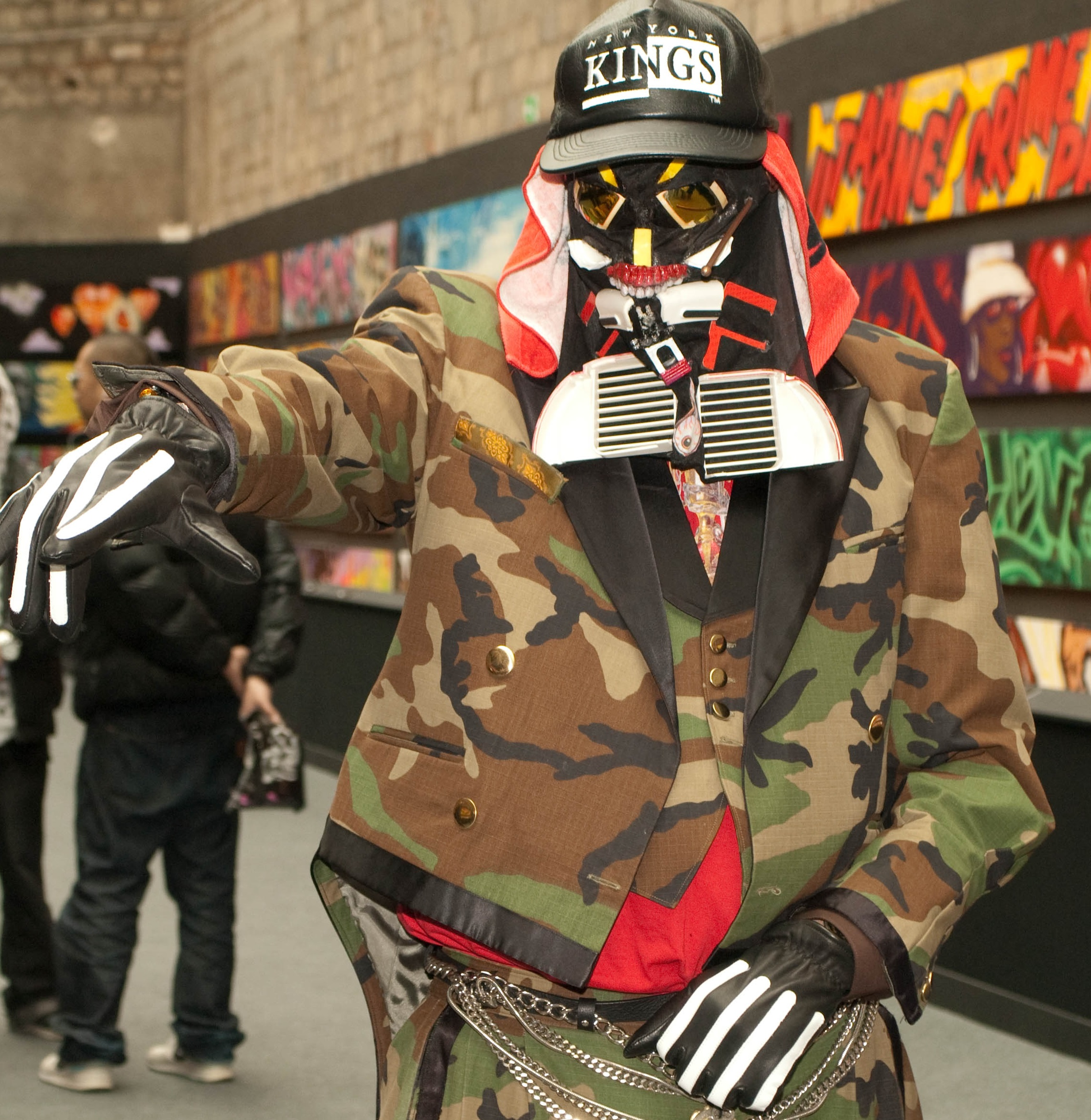
Rammellzee 2009 in Paris.

Rammellzee [Ræ.meɫ.ziː] (* 15. Dezember 1960 in New York; † 27. Juni 2010 ebenda) war ein US-amerikanischer Graffiti-Künstler und Hip-Hop-Musiker.

## Leben
Rammellzee wurde Ende 1960 in Far Rockaway im New Yorker Stadtbezirk Queens geboren. Seinen Geburtsnamen änderte er bereits in jungen Jahren in den Künstlernamen Rammellzee.
Er kann als Schlüsselfigur des Graffiti in den Vereinigten Staaten bezeichnet werden. Bereits in den 1970er Jahren war Rammellzee in der New Yorker Writer-Szene aktiv. Im Film Wild Style von 1982 sind Rammellzee und seine bis dahin entstandenen Arbeiten zu sehen. Aus den anfänglich einfachen Schriftzeichen entwickelte er im Laufe der Jahre eine aerodynamische Schriftweise. Sie ist Teil einer komplexen Theorie, die er mit den Begriffen Gothic Futurism und Iconoclast Panzerism umschrieb. Bei seinen Leinwandbildern handelt es sich meist um abstrakte Kompositionen mit buchstabenähnlichen Elementen.
Zusammen mit Jean-Michel Basquiat und Keith Haring sowie mit Künstlern, die eher unter den Namen ihrer Tags wie LEE, Zephyr, Lady Pink, oder Futura 2000 bekannt sind, gehörte Rammellzee zu denjenigen der Graffiti-Szene, die mit dem Sprung von ihren illegalen Sprühaktivitäten an U-Bahnzügen zu öffentlichen Galerieausstellungen in Kunstkreisen Anerkennung erlangten.
Er gehörte aufgrund seiner frühen Zugehörigkeit zur Writer-Szene auch zu den ursprünglichen Hip-Hop-Künstlern, die den New Yorker Stil der 1970er und frühen 1980er weitgehend prägten, und beeinflusste mit seinem Vokalstil spätere Bands wie die Beastie Boys. Die Hip-Hop-Dokumentation Style Wars aus dem Jahr 1983 enthielt mit Beat Bop eines seiner bekanntesten Musikstücke, das er zusammen mit K. Rob produziert hatte. Das Stück entstand ursprünglich in Zusammenarbeit mit dem Künstler Jean-Michel Basquiat. Da Rammellzee und K. Rob dessen Text aber nicht gefiel, rappten beide einen eigenen Text und nahmen das Stück ohne den Künstler auf. Basquiat kreierte jedoch das Cover der limitierten Maxisingle. Die Single wurde später mehrfach wiederveröffentlicht, zuletzt im Jahr 2018.
Rammellzee tauchte außerdem in Jim Jarmuschs Film Stranger than Paradise aus dem Jahr 1984 gegen Ende als der Mann mit dem Geld auf.
Mehrfach arbeitete er mit dem Bassisten und Produzenten Bill Laswell zusammen, teils als Sänger (u. a. bei Material und Praxis), mal als Coverdesigner (Method of Defiance). Für das Video Animal Behavior von Praxis entwarf er die Kostüme.
Ab 2003 veröffentlichte Rammellzee wieder verstärkt eigene Platten, unter anderem auf dem Münchener Label Gomma.
Rammellzee starb am 27. Juni 2010 in New York City nach langer Krankheit. Er hinterließ seine Frau, Carmela Zagari Rammellzee.

## Einzelausstellungen
Anfang des 21. Jahrhunderts wurden Rammellzees künstlerische Beiträge zunehmend durch internationale Einzelausstellungen gewürdigt. Im Mai 2018 eröffnete die New Yorker Red Bull Arts Galerie in ihrer Überblicksausstellung RAMMΣLLZΣΣ: Racing for Thunder die bis dahin größte Übersicht seines Werkes. In einer Pressemitteilung erklärte die Kuratoren der Ausstellung Rammellzee zu „einem der einflussreichsten aber am meisten unterschätzten Künstlern des 20. Jahrhunderts.“
- 2020 - RAMM:ELL:ZEE „1985“ in memory of RAMMELLZEE (1960-2010) - Galerie Ziegler - Zurich - Switzerland
- 2018 - RAMMΣLLZΣΣ: A Roll of Dice - Lazinc Gallery - London - England
- 2018 - Rammellzee - Racing for Thunder - Red Bull Arts - New York - USA
- 2016 - La Velocità delle immagini (Collection Speerstra) - Institut Suisse de Rome, Italien
- 2012 - Letter Racers - The Museum of Modern Art - New York - USA
- 2012 - Letter Racers - The Suzanne Geiss Company - New York - USA
- 2012 - The Rammellzee Galaxseum - Children’s Museum of Art - New York - USA
- 2012 - Art in the Streets - The Geffen Contemporary at MOCA - Los Angeles - USA
- 2011 - L'Art du Graffiti : 40 ans de Pressionnisme (Curateur A.D. Gallizia) - Grimaldi Forum - Monaco
- 2011 - The Rudolf and Ute Scharpff Collection - Kunstmuseum Stuttgart - Deutschland
- 2010 - Rammellzee: The Equation - Suzanne Geiss's Gallery - New York - USA
- 2009 - RAMM:ELL:ZEE / GOTHIC FUTURISM - Galerie Renée Ziegler - Zürich - Schweiz
- 2005 - Bi-Conicals of Rammellzee Tour - Venice Biennale - Italien
- 1990 - Rammellzee - Galerie B5/Speerstra Gallery - Monaco
- 1987 - The Equation - Lidia Carrieri Gallery - Rom - Italien
- 1985 - RAMMΣLLZΣΣ: Three aspects of „IKONOKLAST PANZERISM“ - METROPPOSTTISSIZER, LUXTURNOMERE, TOWERS OF PANZERISM - Galerie  Renée Ziegler - Zürich - Schweiz

## Diskographie

### Alben
- 2003: This Is What You Made Me (Tri-Eight Recordings)
- 2004: Bi-Conicals Of The Rammellzee (Gomma)
- 2004: This Is What You Made Me (Instrumentals) (Tri-Eight Recordings)

### Singles und EPs
- 1983: Beat Bop (Tartown)
- 1987: Death Command (4th & Broadway)
- 1988: Gangster Lean (Island Records)
- 2003: Cheesy Lipstick (Gomma)
- 2004: Pay the Rent (Gomma)
- 2007: This Is (Re)Phop Pt.1 (Delic Records)

## Belege
1. 1 2 3 4  Rammellzee, Graffiti Artist, Dies at 49 – Artikel bei nytimes.com, abgerufen am 4. Juli 2010
2. ↑  Bernhard van Treeck: Das große Graffiti-Lexikon. Lexikon-Imprint-Verlag bei Schwarzkopf & Schwarzkopf, Berlin 2001, ISBN 3-89602-292-X, S. 322.
3. ↑  Bernhard van Treeck: Das große Graffiti-Lexikon. Lexikon-Imprint-Verlag bei Schwarzkopf & Schwarzkopf, Berlin 2001, ISBN 3-89602-292-X, S. 323.
4. ↑  Artikel zum Tod bei Mixery Raw Deluxe, abgerufen am 30. Juni 2010
5. ↑  Red Bull Arts Rammellzee Racing for Thunder Exhibition (Memento des Originals vom 19. April 2021 im Internet Archive)  Info: Der Archivlink wurde automatisch eingesetzt und noch nicht geprüft. Bitte prüfe Original- und Archivlink gemäß Anleitung und entferne dann diesen Hinweis.. Abgerufen 2021-04-19.

| Personendaten    | Personendaten                                           |
| ---------------- | ------------------------------------------------------- |
| NAME             | Rammellzee                                              |
| KURZBESCHREIBUNG | US-amerikanischer Graffiti-Künstler und Hip-Hop-Musiker |
| GEBURTSDATUM     | 15. Dezember 1960                                       |
| GEBURTSORT       | New York, Vereinigte Staaten                            |
| STERBEDATUM      | 27. Juni 2010                                           |
| STERBEORT        | New York, Vereinigte Staaten                            |